# Liste des évêques de Tete
La liste des évêques de Tete recense les évêques qui se sont succédé sur le siège épiscopal de Tete au Mozambique depuis la création du diocèse de Tete (en) (Dioecesis Tetiensis) par détachement de celui de Beira le 6 mai 1962.

## Évêques de Tete
- 20 décembre 1962-19 février 1972 : Félix Niza Ribeiro
- 19 février 1972-31 mai 1976 : Augusto Alves Ferreira da Silva (Augusto César Alves Ferreira da Silva), CM
- 31 mai 1976-18 avril 2009 : Paulo Mandlate, SSS
- 18 avril 2009-12 avril 2011 : siège vacant
- 12 avril 2011-11 avril 2017 : Inácio Saure, IMC (nommé archevêque de Nampula).
  - 12 avril 2017 - 22 mars 2019: P. Sandro Faedi, IMC, administrateur apostolique
- depuis le 22 mars 2019: Diamantino Guapo Antunes, IMC

## Sources
- (en) Fiche du diocèse sur catholic-hierarchy.org